# Term (wiskunde)
Een term is in de wiskunde een deel van een som, van een optelling. Een term is bijvoorbeeld een getal, een variabele of het product van deze. De termen worden in de rekenkunde in de uitgeschreven som door een plus- of een minteken van elkaar gescheiden. Zo zijn {\displaystyle a} en {\displaystyle b} de termen van de som {\displaystyle a+b}.

## Voorbeelden
- {\displaystyle 1+2+3}

met de termen {\displaystyle 1,2} en {\displaystyle 3}
- {\displaystyle (a+b)+(c+d)}

met de termen {\displaystyle (a+b)} en {\displaystyle (c+d)}
- Het polynoom {\displaystyle f(x)=a_{0}+a_{1}x+a_{2}x^{2}+\ldots +a_{n}x^{n}} is de som van {\displaystyle n+1} termen {\displaystyle a_{i}x^{i}}.
- {\displaystyle ax+bx+cx}

{\displaystyle ax,bx} en {\displaystyle cx} zijn hierin de termen. {\displaystyle a} en {\displaystyle x} zijn de factoren van de term {\displaystyle ax}, omdat {\displaystyle ax} hun product is. Hetzelfde geldt voor de termen {\displaystyle bx} en {\displaystyle cx}.
- {\displaystyle a_{1}+a_{2}+a_{3}+\cdots +a_{n}}

Alle {\displaystyle a_{k}} met {\displaystyle k=1,2,\dots ,n} zijn hierin een term. Een dergelijke herhaalde optelling heet, wanneer het om een oneindig aantal termen gaat, een reeks.